# VfL Nagold
Der Verein für Leibesübungen Nagold ist ein Sportverein aus Nagold. 15 Abteilungen, die Kindersportschule Kiss und die Fußballschule Talentwerk sind bei dem größten Nagolder Verein integriert. In manchen Abteilungen werden mehrere Sportarten angeboten. Als großer Mehrspartenverein ist der VfL Nagold sowohl im Leistungssport als auch im Breitensport aktiv. Rund 1700 Menschen treiben beim VfL Nagold aktuell Sport.
Im Jahr 2022 feierte der VfL Nagold sein 175-jähriges Bestehen. Die geschichtlichen Wurzeln des Vereins liegen beim 1847 gegründeten Turnverein Nagold (TV Nagold) und dem 1911 ins Leben gerufenen FC Nagold (ab 1922 SV Nagold). 1934 kam es zum von den Nationalsozialisten vorangetriebenen Zusammenschluss der Vereine. Sportverein und Turnverein gingen im »Verein für Leibesübungen Nagold« auf. Nach dem Zweiten Weltkrieg startete der Sportbetrieb zunächst ab 1946 wieder als Spielvereinigung Nagold, und ab 1950 wieder als VfL Nagold.

## Abteilungen

### Wettkampfsport
- Badminton
- Basketball
- Fußball
- Handball
- Judo
- Karate
- Kyudo
- Leichtathletik
- Schwimmen
- Tischtennis
- Turnen
- Wintersport

### Breitensport
Neben den Abteilungen Schwimmen und Wintersport, die auch Schwimm- und Skikurse für den Breitensport anbieten, sind folgende Abteilungen und Kurse unter dem Dach des VfL Nagold versammelt:
- Frauengymnastik
- Schwertkampf
- Linedance
- Kindersportschule Kiss
- Fußballschule Talentwerk
- Behinderten- und Rehabilitationssport
  - Koronarsport (Herz- und Kreislauferkrankung)
  - Parkinson-Gymnastik
  - Diabetes-Bewegungsgruppe
  - Lungensportgruppe
- Gesundheits- und Fitnesskurse

### Badminton
Gegründet am 1. April 1979 in Rohrdorf bei Nagold, war sie zuvor dem TSV Rohrdorf zugeordnet. Die Mannschaft ist 2015 sportlich in die Bezirksliga aufgestiegen, hat aber personelle Probleme, eine Mannschaft aufzustellen.

### Basketball
Die Abteilung wurde 1964 als Firmenmannschaft der Teufel Lüftungsbau gegründet. Ihr größter Erfolg war 1983 der Aufstieg in die Oberliga Baden-Württemberg.

### Fußball
Die erste Mannschaft spielt in der Saison 2025/26 in der siebtklassigen Landesliga Württemberg. In der Verbandsliga Württemberg war der Verein insgesamt 10 Spielzeiten vertreten, letztmals 2022/23. Die zweite Mannschaft spielt in der Bezirksliga Nordschwarzwald (achte Liga).

### Handball
Die Handballabteilung war seit 1927 eine Abteilung eines Vorgängervereins des VfL Nagold. Die erste Männermannschaft spielt in der Bezirksliga, die Frauenmannschaft in der Verbandsliga. Zudem sind zahlreiche Kinder- und Jugendteams im männlichen und weiblichen Bereich gemeldet. 

### Karate
Im Januar 1974 wurde die Karate-Abteilung des VfL Nagold unter dem Namen Shotokan Karate Dojo Nagold gegründet. 1994 wechselte die Abteilung vom Deutschen Karate Verband (DKV) zum Deutschen JKA-Karate Bund (DJKB). 2014 wurde Till Schäberle Vizeweltmeister bei der WKC (World Karate Confederation) Weltmeisterschaft.

### Leichtathletik
Schon seit 1922 existierte im damaligen Vorläuferverein SV Nagold eine Leichtathletik-Abteilung. 

### Schwimmen
Neben der Wettkampfgruppe veranstaltet diese Abteilung auch Training für Freizeitschwimmer und Schwimmkurse für Kinder.

### Wintersport
Die Renngruppe im Slalom und im Riesenslalom tritt im Bezirkscup Schwarzwald/Südwestalb in Riefensberg an. Auch Inlineskating ist in dieser Abteilung angesiedelt. Die Skischule bietet Ski- und Snowboardkurse an. Für die Öffentlichkeit zugänglich sind neben Fitness- und Skigymnastik auch Walking und Nordic Walking sowie ein Lauftreff.

## Sportstätten
Das Reinhold-Fleckenstein-Stadion (früher: Eugen-Breitling-Stadion), benannt nach einem Sponsor, liegt an der Calwer Straße und ist in städtischem Besitz. Es umfasst einen Kunstrasenplatz für die Fußballabteilung, sowie eine Rasenfläche und eine (blaue) Tartanbahn für die Abteilung Leichtathletik.
Für Hallensportarten stehen die Stadthalle, die Sporthalle des Otto-Hahn-Gymnasiums, die Lemberghalle in der Hohenberger Straße, die Hohenbergerhalle, die Bächlenhalle in der Max-Eyth-Straße, die Eisberghalle und die Turnhalle im Nagolder Stadtteil Iselshausen zur Verfügung.
Die Schwimmer benutzen je nach Leistungsgruppe das Lembergbad in Nagold und das Hallenbad in Altensteig-Walddorf.